# Zapalenie nadkłykcia przyśrodkowego kości ramiennej
Entezopatia nadkłykcia przyśrodkowego kości ramiennej, łokieć golfisty (łac. epicondylitis medialis humeri) – zespół bólowy tkanek miękkich położonych przyśrodkowo w stosunku do stawu łokciowego, związany najczęściej z uszkodzeniem przyczepów mięśnia nawrotnego obłego lub mięśnia zginacza promieniowego nadgarstka.
Do uszkodzenia przyczepów najczęściej doprowadzają mikrourazy w wyniku zespołu przeciążeniowego wskutek powtarzalnych ruchów nadgarstka wbrew oporowi, takich jak gra w golfa, rzucanie np. piłką baseballową.
Leczenie stosuje się podobne jak w entezopatii nadkłyckia bocznego kości ramiennej.